# 흐라치야 페티캰
흐라치야 바하니 페티캰(아르메니아어: Հրաչյա Վահանի Պետիկյան, 러시아어: Грачья́ Вага́нович Петикя́н 그라치야 바가노비치 페티캰[*], 1963년 2월 23일~)은 아르메니아의 사격 선수로 주 종목은 소총이다. 소련, 독립국가연합 아르메니아 국가대표 사격 선수로 활동하면서 1992년 하계 올림픽에서 남자 50m 소총 3자세 금메달을 획득했다.